# General Electric CJ805
Le General Electric CJ805 est un turboréacteur qui a été développé par GE Aviation à la fin des années 1950. Il s'agit de la version civile du J79, connu pour propulser les B-58 Hustler, F-104 Starfighter et F-4 Phantom II.

## CJ805-3 à simple flux
Dans sa première version, désignée CJ-805-3, le moteur civil diffère peu de son prédécesseur militaire, si ce n'est pas l'absence du canal de postcombustion, dispositif qui permet d'augmenter temporairement la poussée en injectant du carburant supplémentaire à la sortie du moteur, mais est trop consommateur de carburant et trop bruyant pour être employé dans l'aviation civile. Ce moteur est employé sur l'avion de ligne long-courier Convair 880, qui est un échec commercial.

## CJ805-3 à double flux
Le CJ805-23 (appellation militaire TF35) est un réacteur à double flux. Sa conception est  inhabituelle : la soufflante est placée à l'arrière, et est d'un diamètre supérieur à celui du reste du moteur, elle avale de l'air qui a contourné le centre du moteur. Elle est mise en rotation par une turbine placée en son centre, qui prélève de l'énergie sur le flux sortant du réacteur. Il n'y a aucun lien mécanique entre la soufflante et le cœur du moteur. Cette conception permet de transformer un réacteur à simple flux existant en un double flux avec des modifications minimales sur le cœur du réacteur. Le petit General Electric CF700, contemporain du CJ805, utilise la même conception,. Le moteur offre 40% de poussée en plus que la version à simple flux, tout en affichant une consommation spécifique réduite de 15 %
Le CJ-805-23 est utilisé sur le Convair 990, version améliorée, plus rapide, du 880. Cet avion ne connait pas non plus le succès commercial, avec seulement 37 ventes. Deux exemplaires de la Sud-Aviation SE 210 Caravelle ont été équipés de ce moteur (la Caravelle VII, convertie, et le prototype caravelle 10A), la proposition était d'utiliser ce moteur sur une version destinée au marché américaine. Ce programme ne trouve pas de client et est abandonné, les Caravelle de deuxième génération utilisent finalement le Pratt & Whitney JT8D.

## Versions et applications
- CJ805-3 : Convair 880[6] ;
- CJ805-3A : Convair 880-22. Aubes de pré-rotation/guidage et contrôle de stator révisés[6] ;
- CJ805-3B : Convair 880-22M. Poussée accrue[6] ;
- CJ805-23 : Essais en vol sur un Douglas RB-66[6] ;
- CJ805-23A[6]
- CJ805-23B : Convair 990[6] ;
- CJ805-23C : Destiné à la proposition de Caravelle 10A de Sud-Aviation[6]. Une seule Caravelle conçue comme un prototype pour le marché américain a été équipée du CJ805.

## Galerie photographique

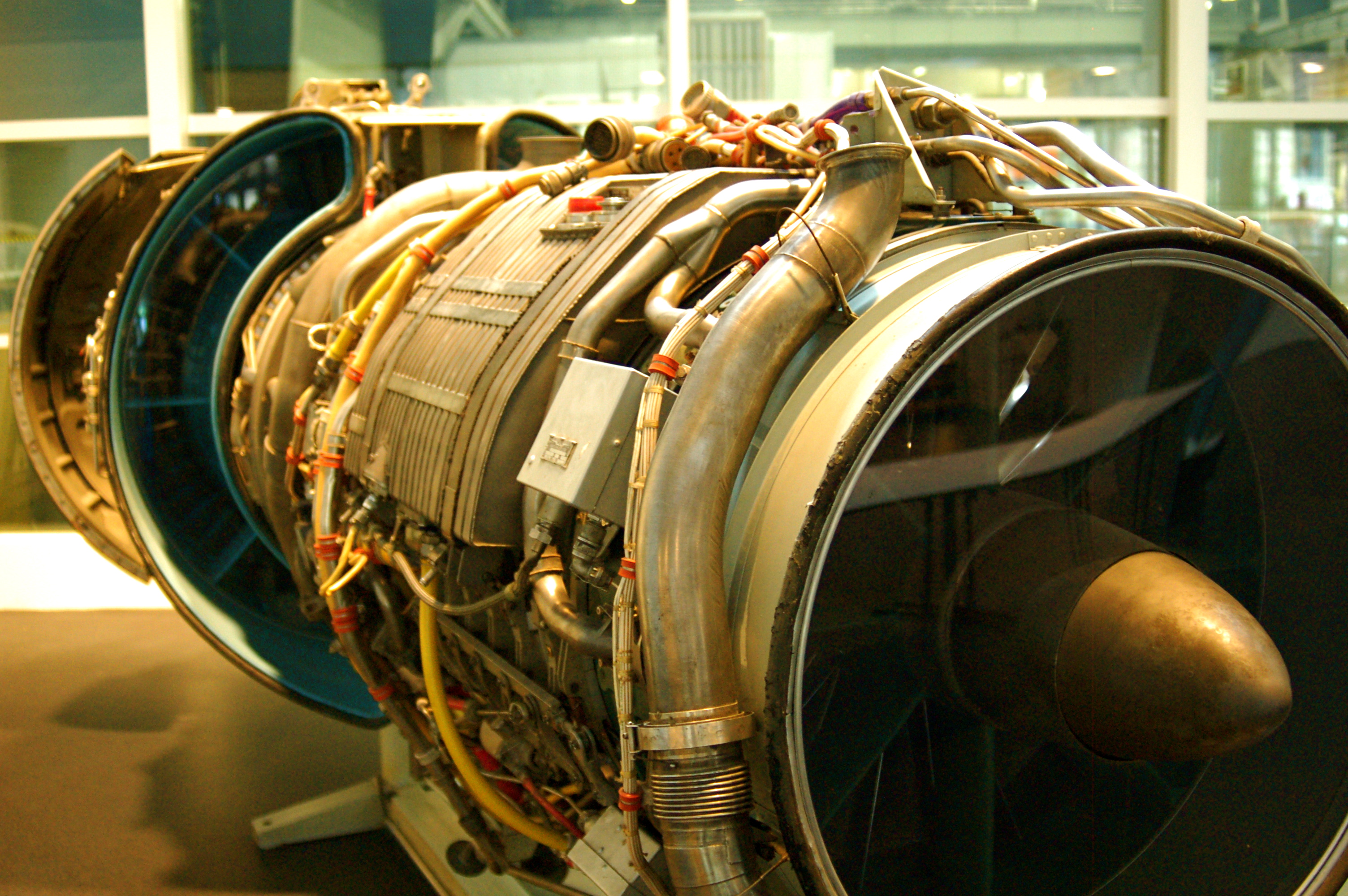
Vue rapprochée d'un CJ805-23. On distingue nettement la particularité de ce Turboréacteur à double flux : l'emplacement arrière de la soufflante (aft fan). En arrière de celle-ci, on entrevoit les volets déployés de l'inverseur de poussée.
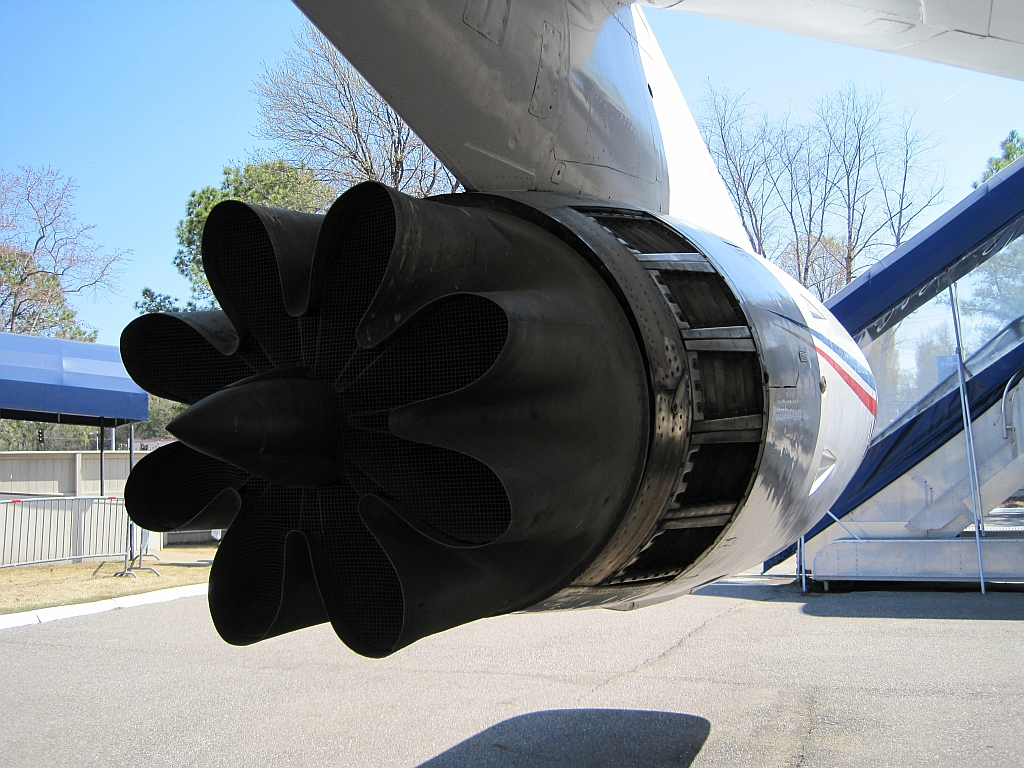
Vue arrière d'un CJ805-3, équipé d'un kit silencieux (« hush kit (en) »).
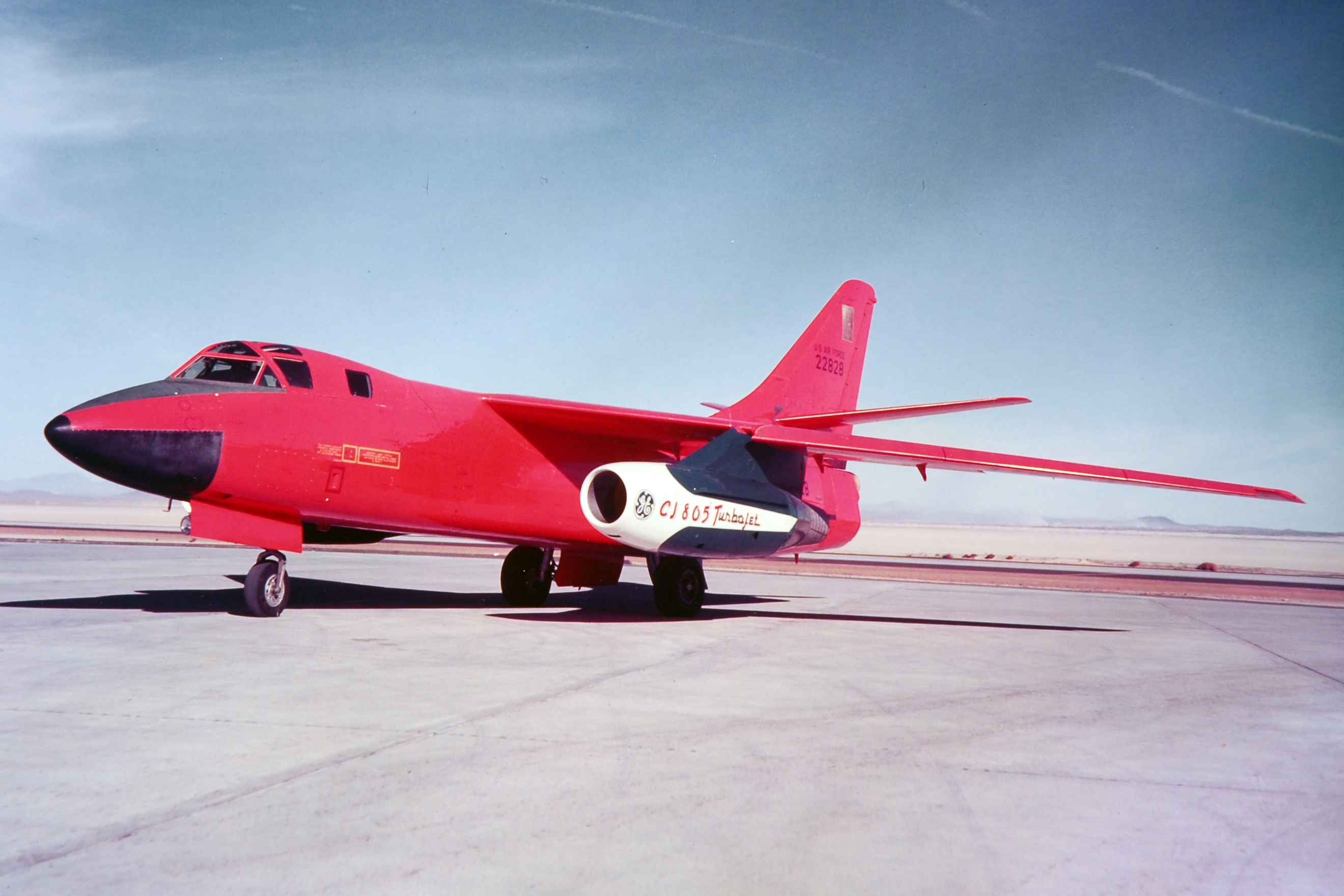
L'avion de tests RB-66A, propulsé par deux aft-fan CJ805-23, au stationnement à Edwards AFB.

### Développement lié
- General Electric J79